# Borovice smolná

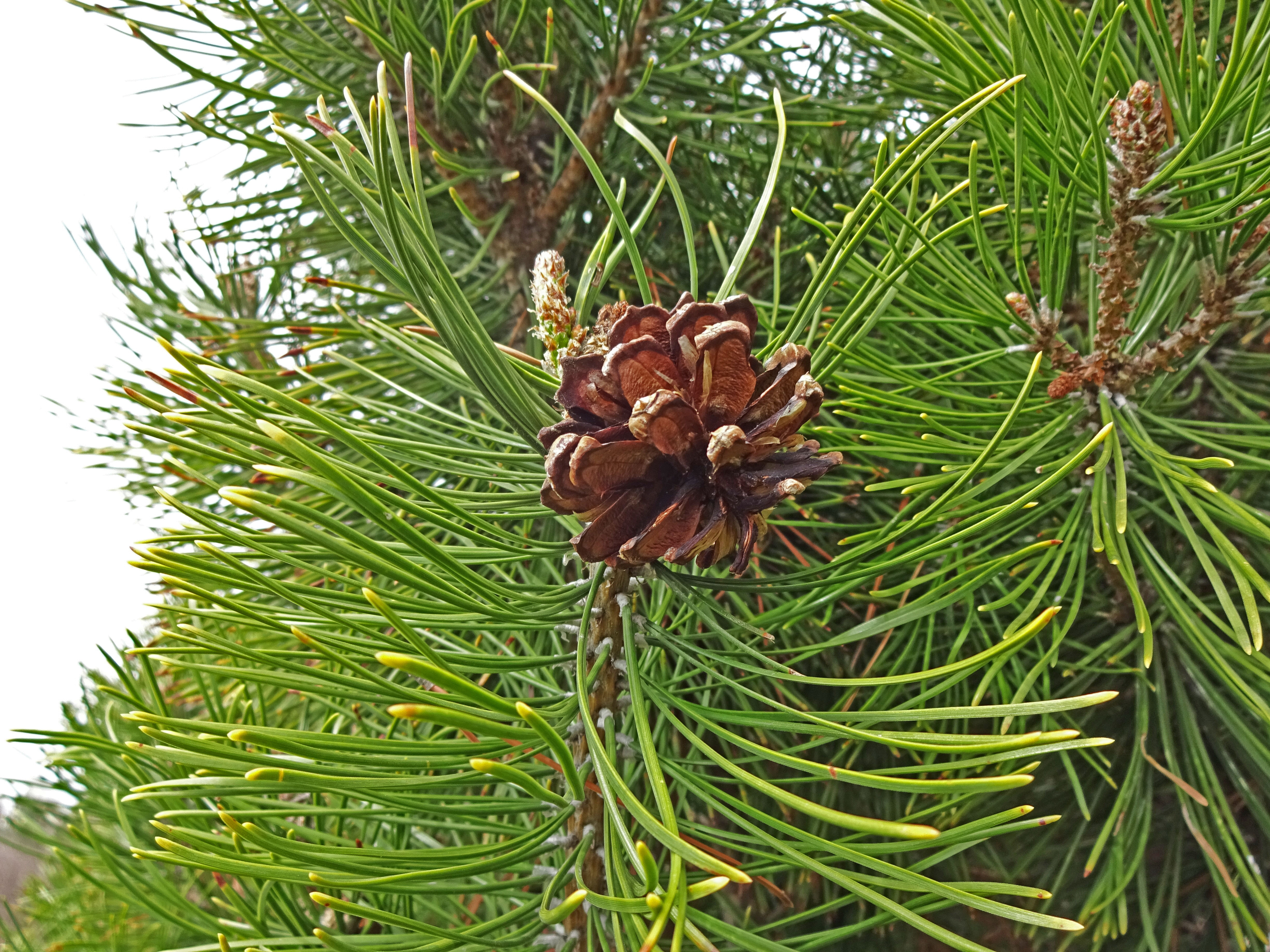
Mladý jedinec

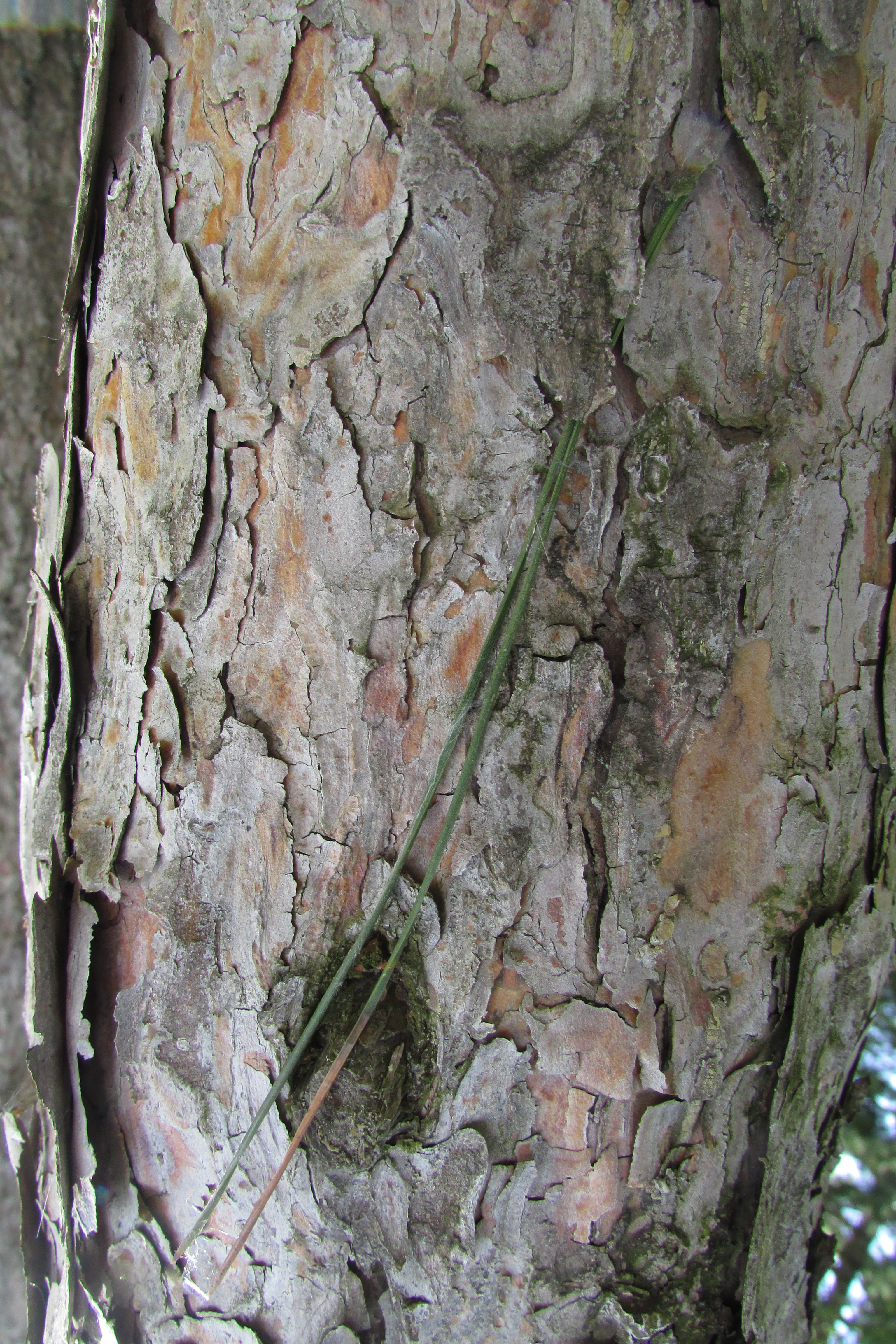
Kůra kmene

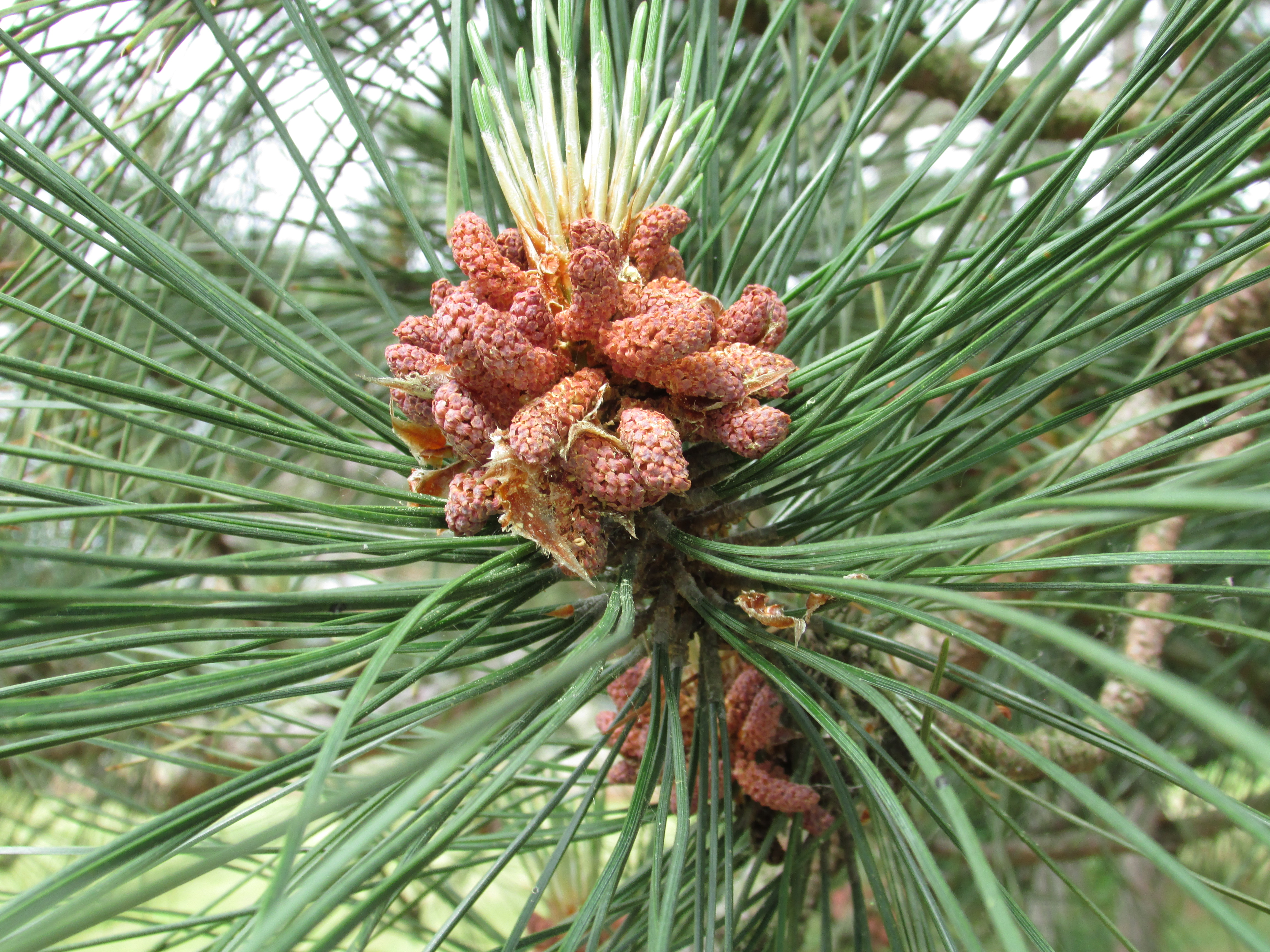
Samčí šištice

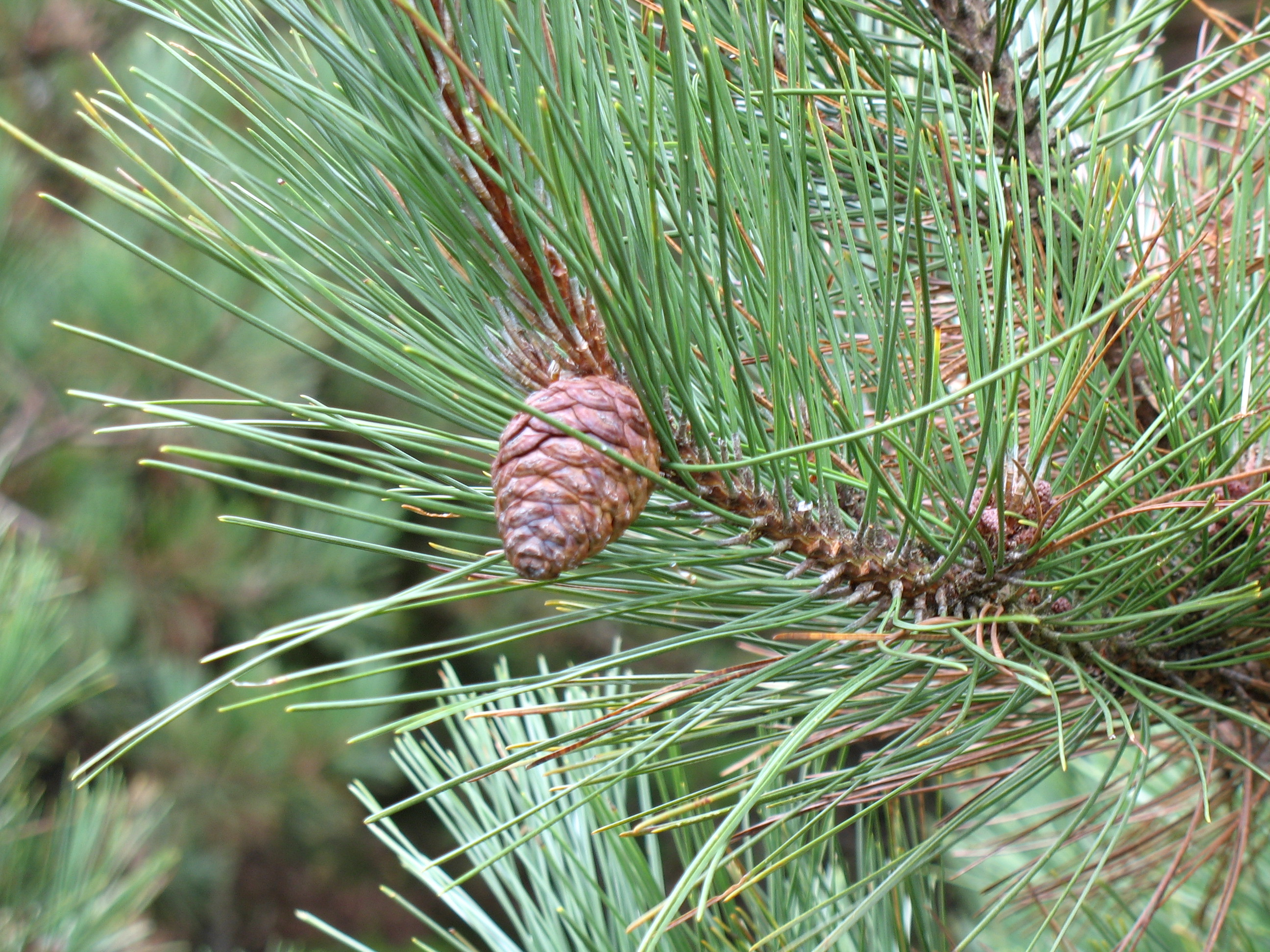
Samičí šištice

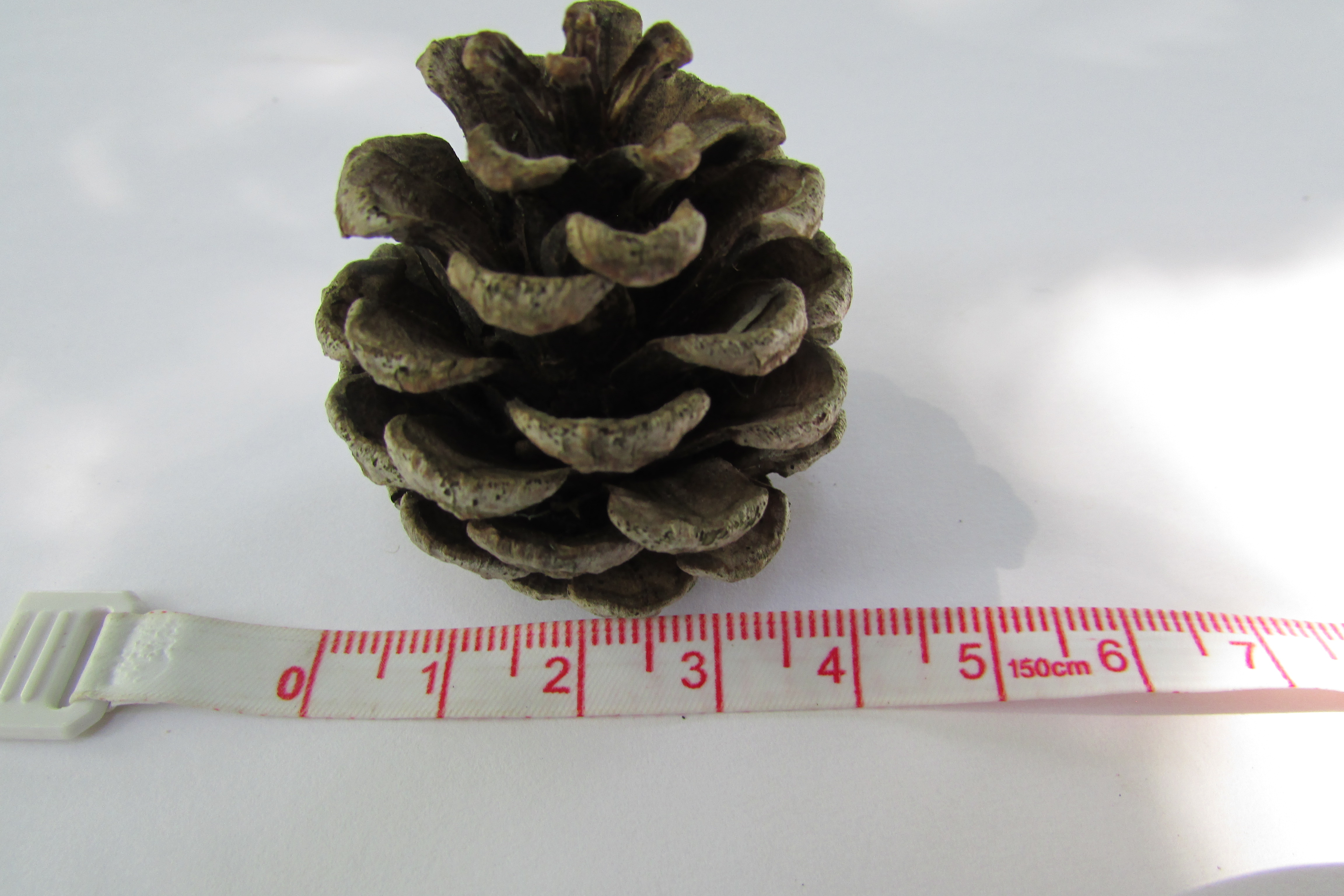
Otevřená šiška

Borovice smolná (Pinus resinosa) je jeden z nejčastěji se vyskytujících jehličnatých stromů v oblasti Velkých jezer a řeky svatého Vavřince na pomezí mezi Spojenými státy americkými a Kanadou. Je to středně velký, 20 až 30 m vysoký strom s rovným kmenem až metr tlustým a v dané oblasti je považována za nejdůležitější dřevinu. Ve státě Minnesota byla zvolena státním stromem.

## Rozšíření
Původní domovský areál zahrnuje v USA státy Connecticut, Illinois, Maine, Massachusetts, Michigan, Minnesotu, New Hampshire, New Jersey, New York, Pensylvánii, Vermont, Wisconsin, Západní Virginii a v Kanadě Manitobu, Nový Brunšvik, Newfoundland, Nové Skotsko, Ontario a Québec. Vyskytuje se v úzkém pásu dlouhém asi 2400 km a širokém 800 km, převážně v nadmořské výšce od 200 do 450 m, jen místy v Appalačských horách vystupuje do výšky 1300 m n. m. V podmínkách střední Evropy je zcela mrazuvzdorná, přesto se v České republice téměř nevysazuje.

## Ekologie
Borovice smolná se vyskytuje na území zaledněném v pozdním pleistocénu (řádově před 100 000 lety). Je to oblast s teplými a vlhkými léty, chladnými zimami s nízkými až středními srážkami, průměrně tam ročně naprší od 500 do 1000 mm, místy trvá sucho i déle než 30 dnů. Průměrná teplota v nejteplejším měsíci, červenci, se pohybuje od 16 do 21 °C a v nejchladnějším, v únoru, od -18 do -4 °C. Bezmrazé období trvá od 80 do 160 dnů, někde jen 40 dnů. Severní hranice výskytu přibližně kopíruje průměrnou roční izotermu +2 °C.
Původní výskyt je omezen převážně na písčité, málo úrodné půdy. Roste na stanovištích suchých i na vlhkých, ne však trvale zamokřených. Vyskytuje se na kyselých půdách, které mnohdy překrývají vápnitá podloží. Jen sporadicky se objevuje na půdách těžkých, potřebuje provzdušněnou zeminu se spodní vodou 1 až 3 metry pod povrchem. Její porosty se nejčastěji nalézají rovinatých nebo mírně zvlněných pláních sousedících s jezery a bažinami, řidčeji na horských svazích a kopcích. Požaduje co nejvíce osluněné stanoviště. Jsou lokality, kde jsou 50leté stromy vysoké jen 14 m a jiné s výškou stromů 23 m.
Vytváří jak čisté porosty, tak roste společně s borovicí Banksovou, borovicí vejmutovkou, borovicí tuhou, borovicí virginskou, borovicí pichlavou, jedlovcem kanadským, smrkem sivým, smrkem červeným a zeravem západním. Z listnatých stromů se často sdružuje s javorem cukrovým, lípou americkou, břízou papírovitou, břízou žlutou, břízou tuhou, dubem červeným, dubem bílým a břestovcem západním. Její početní stav se po silné těžbě v minulých stoletích pomalu zotavuje a dle IUCN má stoupající trend. Velkým nebezpečím jsou požáry, které nejčastěji zničí stromy nižší než 10 m, vyšší jsou starší a obvykle již mají hrubou, ohni odolnou kůru.

## Popis
Strom dorůstá do průměrné výšky 20 až 30 m a jeho rovný kmen mívá ve spodní části průměr 1 m. Koruna je štíhlá a světle červenohnědá kůra kmene je šupinatě zvrásněná do nepravidelných plošek. Hlavní větve směřují šikmo vzhůru a z nich odbočující štíhlé větvičky mívají v mládí barvu červenohnědou, s věkem ale tmavnou. Jehlice vyrůstají společně po dvou v jedné pochvě, jsou rovné a slabě zkroucené, tmavě žlutozelené, po obvodu jemně pilovité a na vrcholu špičaté. Kořenový systém je značně široký, ale jen mírně hluboký, v píscích širší než v hlínách. Boční kořeny bývají delší, než je výška stromu. Hlavní kořen obvykle odumře, pokud je ve vodou nasycené zemině déle než tři měsíce. Někdy kořeny jednotlivých stromů spolu v zemi srůstají, jsou známé případy srůstu kořenů šesti jedinců.
Borovice smolná je jednodomá dřevina se samčími i samičími šišticemi na jednom stromě. Pupeny šištic se objevují prvým rokem již v červnu až srpnu, samčí v horní třetině koruny, samičí ve střední třetině. Semena dozrávají a vypadávají druhým rokem po opylení, šišky jsou před otevřením téměř přisedlé, až 6 cm velké a široce vejčité, světle červenohnědé a po otevření kulovité. Semena velká 4 mm mají vejčitý tvar, hnědou barvu a blanité křídlo do 2 cm.

## Reprodukce
K opylení větrem dochází na rozmezí června a července následujícího roku, kdy jsou fialové samčí šištice dlouhé 20 mm a samičí asi 4 mm. Samčí šištice po vyprášení pylu opadají, samičí po opylení do konce roku povyrostou na délku 10 až 15 mm. Až v dalším vegetačním období dochází ke zrání vajíček a samičí šištice se zvětšují na 40 až 60 mm, jejich šupiny tvrdnou a semena postupně dozrávají. Vysemeňování zralých semen ze šišek probíhá po celou zimu a pokračuje do počátku léta následujícího roku, chladné a vlhké počasí zrání prodlužuje. Největší a nejživotaschopnější semena vypadnou mezi prvními. Prázdné šišky opadají téhož roku, nebo za dva či tři roky.
Tvorba semen obvykle začíná mezi 15 až 25 rokem u řídce rostoucích stromů a 50 až 60 lety v hustých uzavřených porostech, nejvíce semen produkují jedinci ve věku 50 až 150 let. Na počátku procesu mívá samičí šištice průměrně 60 až 90 vajíček, z kterých jen polovina má šanci dospět v semena. Šišky u vrcholu koruny a na hlavních větvích produkují více semen než v dolní části koruny a na bočních větvích.
V hustém porostu mívá šišky jen 20 % stromů, průměr je 10 šišek na strom. V polootevřeném porostu (stromy rostou od sebe na vzdálenost poloviny výšky) má silný strom 400 a strom ve zcela otevřeném porostu až 750 šišek. Semena jsou světle hnědá, lehká a počítá se průměrně s 120 000 ks do 1 kilogramu. Semena mohou být větrem zanášena do vzdálenosti až 270 m, nejčastější reálná vzdálenost (měřená podle vyrůstajících semenáčů) však bývá v průměru jen 12 m. Při dostatečné vlhkosti půdy a teplotě od 20 do 30 °C klíčí semena brzy po vypadání, za sucha jsou schopná si počkat v půdě jeden až tři roky na dostatek vláhy. Mladé rostliny rostou velmi pomalu, semenáče za první rok povyrostou jen asi 3 cm; do výše 1,5 m dorostou za 5 až 10 let a přesazené sazenice dokonce až za 15 let. Ve starším věku dlouhodobě za rok přirůstají 30 až 50 cm.
Vegetativně se borovice smolná v přírodě nerozmnožuje, pokusné jarní roubování na různé podnože nebývá úspěšné.

## Význam
Dřevo má jádro zlatožluté či světle načervenalé a na vzduchu rudne, běl krémovou až bledě žlutou. Hustota dřeva je 550 kg/m³ a tvrdost 2,5 N. Je středně odolné proti hnilobě, dá se dobře ošetřit konzervačními látkami a pak je ho možno používat ve venkovních aplikacích. Lze dobře opracovávat ručními nástroji, vysoký obsah pryskyřice někdy způsobuje špatnou přilnavost barvy. Při opracovávání má typický živicovitý zápach, způsobuje alergické kožní reakce nebo symptomy podobné astmatu.
Borovice smolná je pěstována převážně pro dřevo používané hlavně na řezivo, stožáry, piloty, železniční pražce, sloupky a různé bedny, vyrábí se z něj buničina pro papír a je vhodné i na palivo. Vysazuje se také jako zábrana proti šíření písků, jako větrolam a pěstuje se i pro vánoční stromky. Okolo silnic jsou sázeny úzké pásy na ochranu před závějemi a na písčitých půdách pruhy o třech až osmi řadách pro snížení eroze půdy způsobované větrem.